# Démographie de la Bolivie
La Bolivie est l'un des pays les moins développés d'Amérique du Sud, et l'un des moins densément peuplés. En 2015, la population est officiellement estimée à 11 410 651 habitants. La même année, les chiffres de la CIA, légèrement inférieurs, donnent une estimation de 10 800 882 habitants. Dans les plaines du sud-est, la densité de population peut aller à moins d'un habitant au kilomètre carré alors que dans les régions montagneuses du centre du pays, le taux peut monter jusqu'à 10 habitants au kilomètre carré. Le taux d'urbanisation est estimé à 68,5 % de la population, contre 31,5 % de la population vivant dans les campagnes.
La Paz qui est la capitale administrative de la Bolivie est située à 3 640 mètres d'altitude. La ville de El Alto, ville voisine de La Paz située à 4000 mètres d'altitude a connu une croissance très rapide. Santa Cruz de la Sierra que l'on considère comme le centre commercial et industriel a également connu une croissance élevée, aussi bien sur le plan économique que du nombre d'habitants.
Une très grande majorité des Boliviens est catholique, bien que le nombre de protestants augmente fortement. Beaucoup de communautés indigènes utilisent, dans leur religion, des symboles aussi bien chrétiens que précolombiens. Pour la moitié du peuple, le castillan est la langue maternelle. Le taux de scolarisation est très bas dans les régions rurales. Environ 90 % des enfants vont à l'école primaire mais ne suivent qu'une seule année, voire moins ; pour certaines familles, envoyer un enfant à l'école signifie qu'il devront compter sur une personne en moins pour cultiver leur terre, de ce fait, beaucoup d'enfants ne suivent pas les cours.
On peut séparer le développement culturel de la Bolivie en trois périodes bien distinctes : précolombienne, coloniale et républicaine. Les ruines archéologiques, les ornements d'or et d'argent, les monuments de pierre, la céramique, le tissage, etc. sont autant de preuves de l'existence de grandes civilisations précolombienne. Les ruines archéologiques les plus connues sont Tiwanaku, Samaipata, Incallajta, et Iskanwaya. Bien d'autres sites archéologiques sont encore très peu, voire pas du tout, explorés car il est difficile pour les archéologues d'atteindre ces lieux.
Le folklore bolivien est très riche. On peut par exemple citer les diverses musiques régionales et les danses du diable (diablada) au carnaval annuel d'Oruro, l'un des plus grands événements folklorique d'Amérique du Sud, de même que le carnaval de Tarabuco, bien que ce dernier soit moins connu.

## Évolution de la population

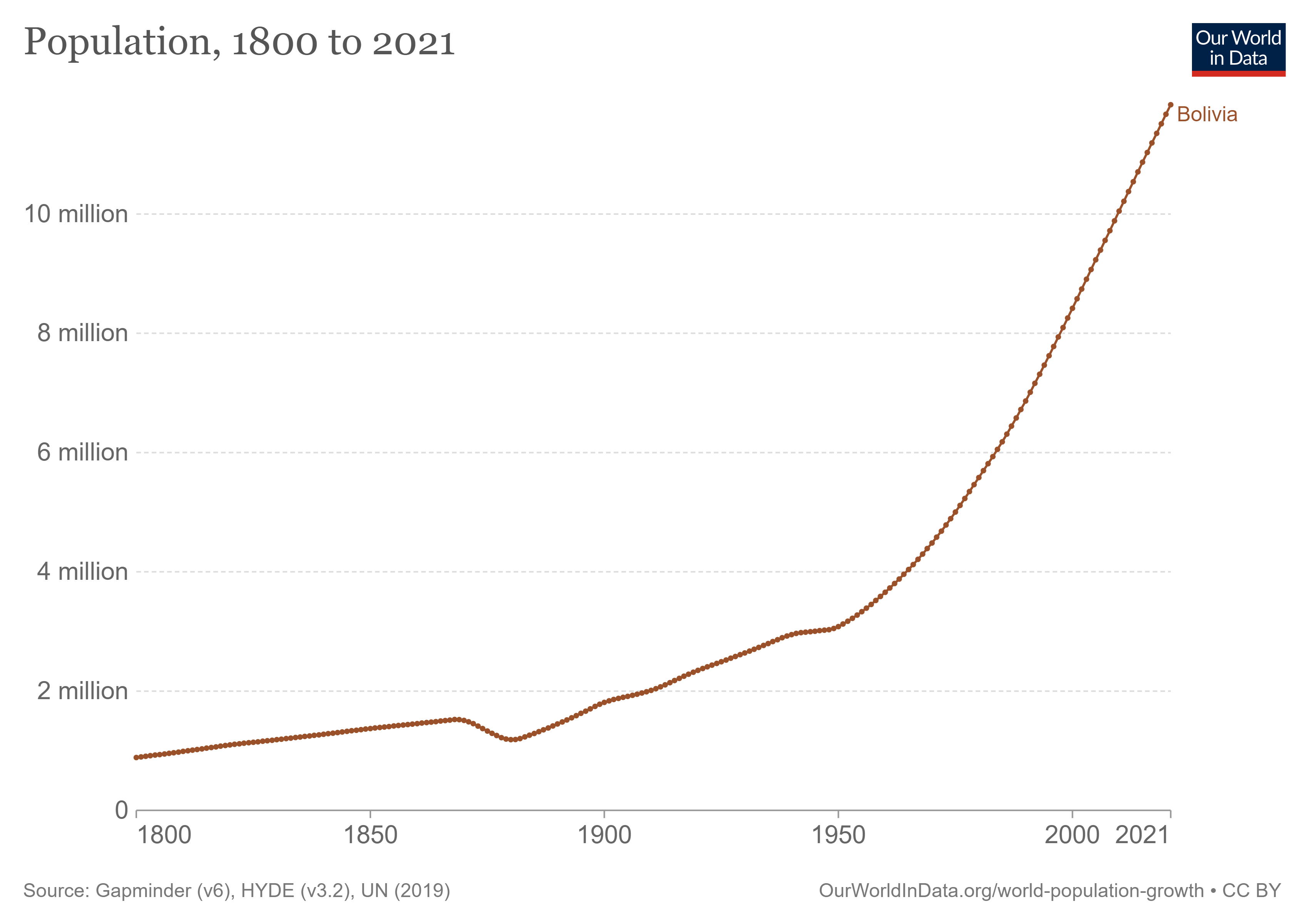
Évolution démographique

## Langues parlées
Selon le site L'Ethnologue (, 2014), la Bolivie connaîtrait 42 langues vivantes, dont
- 16 en voie d'extinction (et deux ou trois déjà disparues : jora, leco, saraveca) : araona, baure, bororo, callawalla/kallawaya, itonama, machinere, movima, pacahuara, paunaka, pauserna, neyusano, tapieté, toba, uru, yuracaré,
- 12 à 16 en sérieuse faiblesse : canichana, Cavineña, cayubaba, Chácobo, ese ejja, itene, siriono,  tacana, toromono, Wichí/mataco, yaminahua,
- 10 à 14 en bonne santé, dont l'espagnol, le quechua, l'aymara, mais aussi les langues chipaya, guarayu, ignaciano, tsimané...

On parle également d'autres langues d'origine européenne, dont le Bas-prussien ou Plautdietsch.

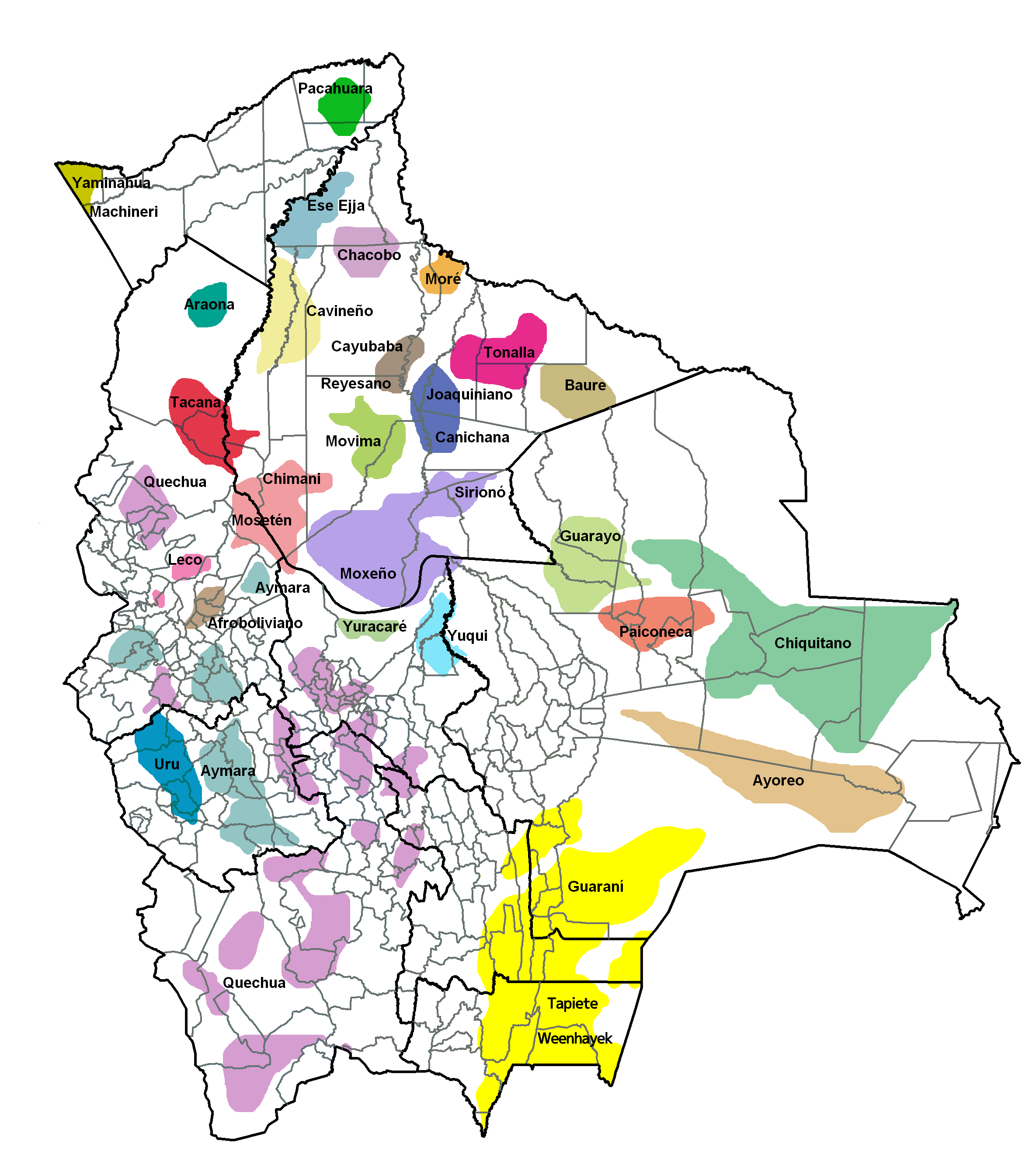
Distribution géographique des langages indigènes de Bolivie.

## Sources
1. ↑  Indicateurs du World-Factbook publié par la CIA.
2. ↑  Le taux de variation de la population 2018 correspond à la somme du solde naturel 2018 et du solde migratoire 2018 divisée par la population au 1er janvier 2018.
3. ↑  Indicateurs du World-Factbook publié par la CIA.
4. ↑  L'indicateur conjoncturel de fécondité (ICF) pour 2018 est la somme des taux de fécondité par âge observés en 2018. Cet indicateur peut être interprété comme le nombre moyen d'enfants qu'aurait une génération fictive de femmes qui connaîtrait, tout au long de leur vie féconde, les taux de fécondité par âge observés en 2018. Il est exprimé en nombre d’enfants par femme. C’est un indicateur synthétique des taux de fécondité par âge de 2018.
5. ↑  Indicateurs du World-Factbook publié par la CIA.
6. ↑   Le taux de natalité 2018 est le rapport du nombre de naissances vivantes en 2018 à la population totale moyenne de 2018.
7. ↑  Indicateurs du World-Factbook publié par la CIA.
8. ↑   Le taux de mortalité 2018 est le rapport du nombre de décès, au cours de 2018, à la population moyenne de 2018.
9. ↑  Indicateurs du World-Factbook publié par la CIA.
10. ↑  Le taux de mortalité infantile est le rapport entre le nombre d'enfants décédés à moins d'un an et l'ensemble des enfants nés vivants.
11. ↑  L'espérance de vie à la naissance en 2018 est égale à la durée de vie moyenne d'une génération fictive qui connaîtrait tout au long de son existence les conditions de mortalité par âge de 2018. C'est un indicateur synthétique des taux de mortalité par âge de 2018.
12. ↑  L'âge médian est l'âge qui divise la population en deux groupes numériquement égaux, la moitié est plus jeune et l'autre moitié est plus âgée.
13. ↑  http://www.ine.gob.bo/indice/visualizador.aspx?ah=PC20411.HTM Statistiques officielles
14. ↑  https://www.cia.gov/the-world-factbook/countries/bolivia CIA Worldfactbook